# Evacuate the Dancefloor (album)
Pour les articles homonymes, voir Evacuate the Dancefloor.
Albums de Cascada
Perfect Day
(2007) Original Me
(2011)
Evacuate The Dancefloor est un album du groupe Cascada sorti en juillet 2009 qui marque un changement d'orientation artistique, revenant ainsi avec un son dance urbain.

## Liste des titres

### Édition standard
| #   | Titre                                    | Durée |
| --- | ---------------------------------------- | ----- |
| 1.  | Evacuate The Dancefloor (feat. Carlprit) | 3:27  |
| 2.  | Hold On                                  | 2:58  |
| 3.  | Everytime I Hear Your Name               | 3:14  |
| 4.  | Ready Or Not                             | 3:01  |
| 5.  | Fever                                    | 3:20  |
| 6.  | Hold Your Hands Up                       | 3:45  |
| 7.  | Breathless                               | 3:11  |
| 8.  | Dangerous                                | 3:00  |
| 9.  | Why You Had To Leave                     | 3:38  |
| 10. | What About Me                            | 3:13  |
| 11. | Draw The Line (Yanou's Candlelight Mix)  | 3:55  |

### Réédition ETD (France uniquement)
- Piste de 1 à 11.
- Pyromania (Radio Edit)
- Pyromania (Spencer & Hill Airplay Remix)

### Édition Singapour
Double CD.
- Disc 1 : Titres 1 à 11 de la version originale avec comme titre supplémentaire 12. Faded
- Disc 2 : Bonus CD

1. Evacuate The Dancefloor (Extended Mix)
2. Evacuate The Dancefloor (Rob Mayth Remix)
3. Evacuate The Dancefloor (Ultrabeat Remix)
4. Evacuate The Dancefloor (Wideboys Remix)
5. Evacuate The Dancefloor (Chris Ortega Big Room Remix)
6. Evacuate The Dancefloor (Lockout's Mirror Ball Remix)
7. Evacuate The Dancefloor (Cahill Remix)
8. Faded (Extended Mix)
9. Faded (Dave Ramone Remix)
10. Faded (Wideboys Electro Club Mix)
11. Faded (Lior Magal Remix)
12. Faded (Giuseppe D's Dark Fader Club Mix)

## Classement des ventes
| Année | Classement                         | Meilleure position |
| ----- | ---------------------------------- | ------------------ |
| 2009  | Allemagne Top 50                   | 21                 |
| 2009  | Autriche Top 75                    | 15                 |
| 2009  | Australie                          | 58                 |
| 2009  | Belgique (VL) Top 100              | 66                 |
| 2009  | Canada Top 100                     | 86                 |
| 2009  | États-Unis Billboard 200           | 155                |
| 2009  | États-Unis Dance/Electronic Albums | 7                  |
| 2009  | European Album Top 50              | 27                 |
| 2009  | France Top 200                     | 19                 |
| 2009  | France Top 50 Téléchargements      | 16                 |
| 2009  | Irlande Top 75                     | 15                 |
| 2009  | Norvège Top 40                     | 17                 |
| 2009  | Nouvelle-Zélande Top 40            | 28                 |
| 2009  | Pays-Bas Top 100                   | 69                 |
| 2009  | Royaume-Uni Top 75                 | 8                  |
| 2009  | Suisse Top 100                     | 36                 |